# Manuel Almunia
Manuel Rivero Almunia (sinh ngày 19 tháng 5 năm 1977 ở Pamplona) là một thủ môn người Tây Ban Nha hiện đã giải nghệ

## Sự nghiệp câu lạc bộ

### Sự nghiệp ban đầu
Manuel bắt đầu chơi chuyên nghiệp tại CLB Recreativo de Huelva Tây Ban Nha. Sau đó anh đã gia nhập Celta Vigo, nơi anh đã trải qua một năm mà không chơi cho CLB 1 lần nào, trước khi anh chuyển đến Albacete Balompié theo một hợp đồng cho mượn vào ngày 1 tháng 11 năm 2003, và tại đây anh đã nỗ lực nhanh chóng và giành được 1 suất thi đấu trong đội hình 1 và chơi 24 trận cho CLB Albacete Balompié.

### Arsenal
Almunia gia nhập Arsenal vào ngày 14 tháng 7 năm 2004 với phí chuyển nhượng không được tiết lộ để dự bị cho Jens Lehmann. Anh có trận đấu ra mắt cho Arsenal đối đầu với Manchester City ở League Cup vào ngày 27 tháng 10 năm 2004. Almunia tiếp tục có trận ra mắt ở Premier League gặp Birmingham City vào ngày 4 tháng 12 năm 2004. Điểm sáng của Almunia ở mùa giải đầu tiên ở Arsenal là trận đá lại vòng 5 FA Cup tại Sheffield United. Với tỷ số 0-0 sau hai hiệp phụ bắt buộc phải bước vào loạt sút penalty, Almunia đã cản phá được các cú sút của Alan Quinn và Jon Harley bên phía United đưa Arsenal vào vòng Tứ kết. Arsenal tiếp tục đánh bại Manchester United ở trận Chung kết FA Cup, Almunia giành được danh hiệu cùng đội bóng dù chỉ ngồi trên băng ghế dự bị.
Mùa giải tiếp theo anh tiếp tục là lựa chọn thứ hai sau Jens Lehmann nhưng anh nhận được sự chú ý vào năm 2006 khi anh vào thay Robert Pires ở phút thứ 20 của trận Chung kết Champions League đối đầu với Barcelona sau khi Jens Lehmann bị đuổi khỏi sân. Almunia đã chơi tốt trong phần lớn thời gian của trận đấu, Barcelona chỉ ghi được bàn gỡ và bàn ấn định tỷ số vào cuối trận đấu. Mùa giải tiếp sau đó Almunia cũng được chơi ở Chung kết League Cup.
Anh và Jens Lehmann cũng có những hiềm khích bên ngoài sân cỏ. Trong một cuộc phỏng vấn với đài truyền hình Đức vào tháng 10 năm 2007, khi nói về quyết định của Wenger loại anh ta và ủng hô Almunia, Lehmann nói, "Rất có thể một ngày nào đó tôi sẽ cảm thấy thích để nói về toàn bộ vấn đề. Nhưng tại thời điểm này tôi phải chịu đựng tất cả như một phần của sự xấu hổ. Nhưng tôi nghĩ - và điều này nhằm ám chỉ HLV thân yêu của tôi - không nên làm xấu hổ cầu thủ quá lâu. Tôi sẽ không biến mất một cách lặng lẽ. Almunia vẫn chưa cho thấy được là anh ấy có thể giành lấy chiến thắng trong trận đấu cho chúng tôi. Tôi đã có kinh nghiệm về việc này trước đây và biết điều gì mà những người khác đang mong đợi từ thủ môn." Năm tháng sau đó, vào tháng 4 năm 2008, Almunia trả lời, "Tôi đã đối xử với mọi người theo cái cách mà tôi muốn tôi được mọi người đối xử. Có ai đó ở đây mà ghét tôi thì đó là một điều đáng ngạc nhiên. Mỗi buổi sáng tôi thức dậy và tôi biết mọi chuyện vẫn như vậy. Nhưng tôi không quan tâm nữa. Tôi bước vào tập luyện và làm việc với Łukasz Fabiański và Vito Mannone. Dẫu thế nào đi nữa họ cũng tốt hơn anh ấy."
Almunia đã thoát khỏi được cái bóng của Lehmann ở mùa giải 2007-08 khi anh đã thay thế cho thủ môn người Đức. Anh đã nhận được chiếc áo số 1 sau khi Lehmann gia nhập Stuttgart khi bắt đầu mùa giải 2008-09. Trong năm 2008, Almunia gia hạn hợp đồng bốn năm với Arsenal. Mặc dù là sự lựa chọn số một ở vị trí thủ môn, nhưng phong độ của Almunia thường xuyên gây thất vọng cho CĐV Arsenal. Phong độ thất thường giữa sự tỏa sáng rực rỡ - bán kết lượt đi Champions League 2008-09 đối đầu với Manchester United, và tứ kết lượt đi Champions League 2009-10 đối đầu với Barcelona - đến nỗi có nhiều dự đoán rằng anh có thể chơi cho đội tuyển Anh, và sự thất vọng (xem mùa giải 2010-11 bên dưới) với kết quả là những tin đồn xuất hiện cho rằng anh có thể bị bán.
HLV của Arsenal Arsène Wenger công khai tuyên bố ông đang tìm cách để cải thiện hàng phòng ngự của đội hình chính, điều này càng làm gia tăng suy đoán Almunia sẽ bị bán. Tuy nhiên, anh đã cứu thua một quả penalty trong trận thắng West Ham 3-0 và giữ sạch lưới trong trận thắng 3-0 trước Hull City. Toàn mùa giải anh đã giữ sạch lưới tổng cộng mười trận.

#### Mùa giải 2010-11
Mặc cho suy đoán rằng Almunia sẽ bị bán, anh bắt đầu mùa giải trong vai trò sự lựa chọn số một ở vị trí thủ môn. Tuy nhiên, anh đã bị chỉ trích vì phong độ của anh khi đối đầu với West Bromwich Albion vào ngày 25 tháng 9, gây nên một quả penalty (anh đã cứu thua được), không bắt được một cú sút ở góc gần, và bỏ vị trí ở bàn thua thứ ba. Anh đã để mất vị trí vì chấn thương, trao cơ hội cho thủ môn thứ hai và thứ ba, bộ đôi thủ môn người Ba Lan Łukasz Fabiański và Wojciech Szczęsny.
Almunia trở lại vào ngày 30 tháng 1 năm 2011 đối đầu với Huddersfield ở FA Cup và chơi cả hai trận ở vòng đấu tiếp theo gặp Leyton Orient. Ngày 8 tháng 3 năm 2011, anh vào sân ở phút thứ 19 thay cho Szczęsny bị chấn thương trong trận đấu với Barcelona ở vòng 16 đội Champions League và có được một loạt những pha cứu thua xuất sắc mặc dù Arsenal thua 3-1 và rời khỏi cuộc chơi, tổng tỷ số là 4-3. Anh được bình chọn là Cầu thủ xuất sắc nhất Trận đấu (Man of the Match) bởi người hâm mộ trên trang web chính thức của CLB. Với việc Szczęsny phải mất sáu tuần để bình phục chấn thương trật khớp ngón tay, Fabiański bị chấn thương vai, Mannone cũng có một chấn thương, Almunia một lần nữa trở thành sự lựa chọn số một của Arsenal. Vào ngày 19 tháng 3, trong trận hòa 2-2 tại West Brom, Almunia đã mắc lỗi vị trí cùng với Sébastien Squillaci, tặng cho đội chủ nhà bàn thắng thứ hai. Cựu số 1 của Arsenal Jens Lehmann đã trở lại CLB để dự bị cho Almunia. Xui xẻo lại tiếp tục đến với Almunia khi anh bị chấn thương đầu gối khi khởi động trước trận đấu trên sân của Blackpool ở Premier League vào ngày 10 tháng 4 năm 2011. Almunia buộc phải theo dõi trận đấu từ băng ghế dự bị trong khi Jens Lehmann trấn giữ nơi khung thành, trận đấu đó Arsenal thắng 3-1. Szczęsny sau đó trở lại sau chấn thương và Lehmann một lần nữa làm thủ môn dự bị, điều này khiến Almunia trở thành thủ môn thứ ba và anh không còn được ra sân thêm một trận nào trong phần còn lại của mùa giải 2010-11.

#### Mùa giải 2011-12
Almunia bắt đầu mùa giải phải nhường chỗ cho những thủ môn yêu thích của Wenger là Wojciech Szczęsny và Łukasz Fabiański. Almunia còn không có tên trên băng ghế dự bị ở League Cup vào ngày 20 tháng 9 năm 2011 đối đầu với Shrewsbury Town (Arsenal thắng 3-1), với thủ môn dự bị là cầu thủ 19 tuổi người Argentina Damian Martinez, người vẫn chưa có một lần chơi ở đội I trong bất kỳ giải đấu nào cho Arsenal. Vào ngày 30 tháng 9 năm 2011 Almunia gia nhập đội bóng đang chơi ở Championship là West Ham United với bản hợp đồng cho mượn khẩn cấp một tháng sau khi Robert Green buộc phải ngồi ngoài trong sáu tuần vì chấn thương sụn đầu gối. Đến ngày 22 tháng 5 năm 2012, Arsenal thông báo rằng Almunia và sáu cầu thủ khác sẽ được giải phóng hợp đồng sau ngày 30 tháng 6 năm 2012 và được tự do tìm kiếm CLB mới từ ngày 1 tháng 7. Sau đó, vào tháng 7 năm 2012, Almunia ký hợp đồng một năm với đội bóng ở Championship là Watford cho mùa giải 2012-13, thay thế cho Scott Loach, người đã chuyển đến Ipswich Town.